# Луги (Тверская область)
Луги — деревня в Андреапольском районе Тверской области. Центр Луговского сельского поселения.

## География
Расположена в 15 километрах к северо-востоку от районного центра Андреаполь, на автодороге регионального значения 28К-0001 «Москва — Рига» — Андреаполь — Пено — Хитино.

## История
Название деревни упоминается в XV веке как пограничный погост Московского и Литовского княжеств.

## Население
| 1859 | 1989 | 2002 | 2010 |
| ---- | ---- | ---- | ---- |
| 39   | ↗175 | ↘154 | ↘114 |

## Инфраструктура
В 1992 году — центральная усадьба совхоза "Величково", молочно-товарная ферма, ДК, 8-летняя школа, фельдшерско-акушерский пункт, магазин. 

## Достопримечательности
Троицкая церковь (1764) — памятник архитектуры федерального значения.
Братское кладбище и братская могила советских воинов — объекты культурного наследия регионального значения.